# Cryptomastax
Cryptomastax är ett släkte av insekter. Cryptomastax ingår i familjen Euschmidtiidae.
Kladogram enligt Catalogue of Life:
| Cryptomastax | \| \| Cryptomastax bicolor \| \| \| \| \| \| Cryptomastax comoroensis \| \| \| \| \| \| Cryptomastax rostrata \| \| \| \| |
|              | \| \| Cryptomastax bicolor \| \| \| \| \| \| Cryptomastax comoroensis \| \| \| \| \| \| Cryptomastax rostrata \| \| \| \| |
|              | Cryptomastax bicolor |
|              | |
|              | Cryptomastax comoroensis                                                                                                  |
|              | |
|              | Cryptomastax rostrata |
|              | |